# 新天輪發電廠爆炸案
新天輪發電廠爆炸案，是一起發生在臺灣臺中縣和平鄉（今臺中市和平區）的工安爆炸事件，該起事件使得當時臺灣地區水利工程界相當大的震撼，事件中，共造成6人當場死亡以及26人受傷最高法院 89 年度 台上 字第 1620 號刑事判決。

## 事件經過
新天輪發電廠是台灣電力公司在1988年1月時，為改善自上游谷關發電廠發電尾水溢流的調度使用，計畫在原天輪發電廠下游200公尺處的山壁內，新建一座地下廠房以及新頭水隧道一條，並擴充一部瑞士VEVEY公司製裝置容量達105.5MW豎軸法蘭西斯式水輪發電機組，而這部機組也是台電公司慣常水力發電機組中單機容量最大的一部。整體工程被定名為「新天輪發電工程」。
1988年3月，台電公司成立新天輪工程處來負責執行此項工程，直到工程執行第5年，1993年10月28日時，開始進行發電機組併聯發電竣工試驗，下午4時03分地下廠房內發生爆炸意外，造成在場的天輪發電廠廠長丁世凱、工程處副處長褚金松等6名人員當場死亡，以及25人輕重傷，原有一名事件發生當下被判定為失蹤的台電工程人員後來經確認事件後自行返家休養。受傷人員於當日下午4時55分開始由醫院接收，除兩名因2度燒傷轉送彰化基督教醫院外，其餘人員則送至當時的省立豐原醫院（現衛生福利部豐原醫院）接受治療。

### 災後

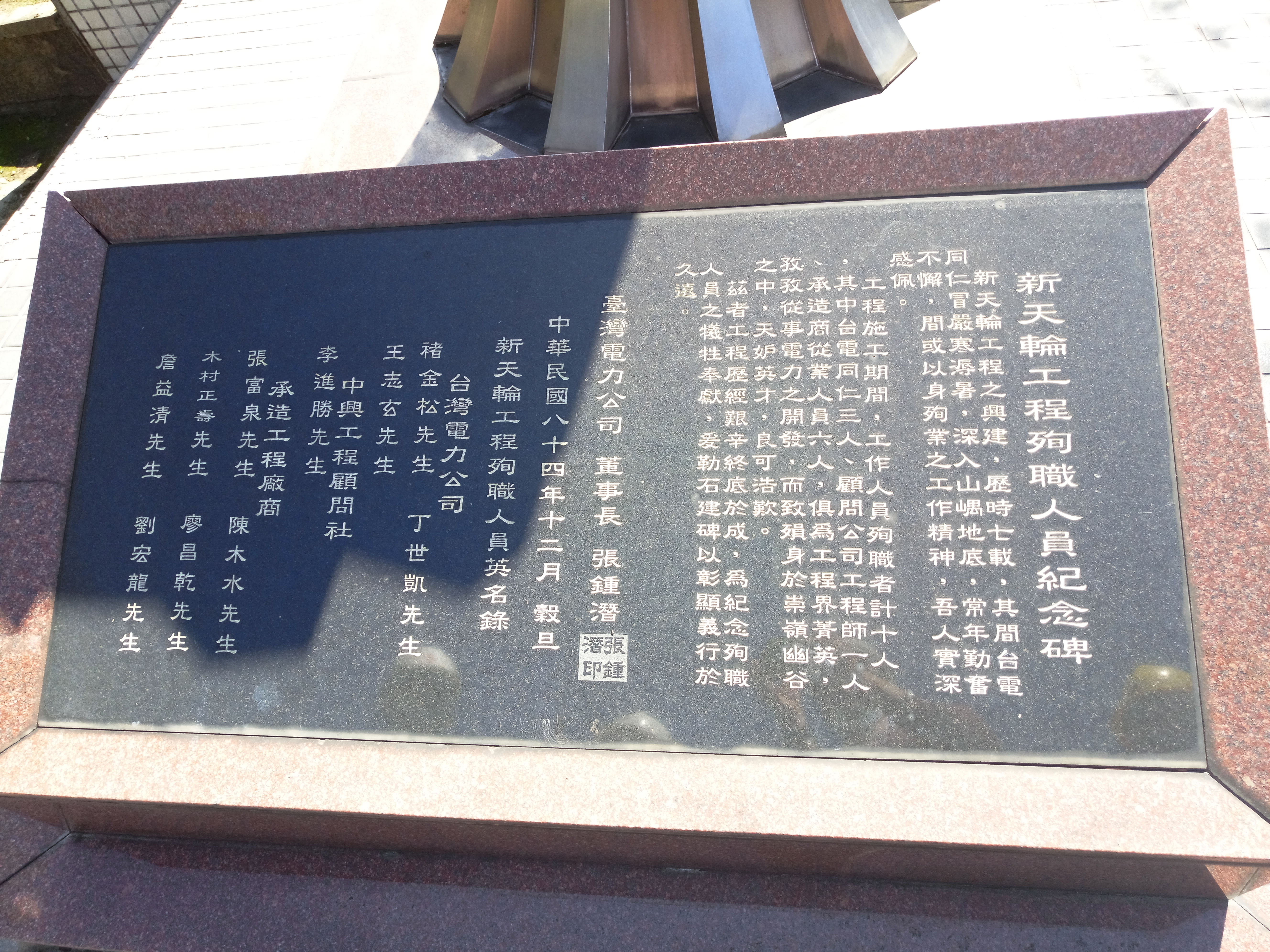
新天輪發電廠爆炸事故紀念碑碑文。

台電總公司得知此事件後，於隔日上午10時在臺北對外召開記者會，並於會前向罹難的6名員工舉行簡易的默哀儀式。記者會中，台電公司對外表示，將盡速展開事件調查，並初步研判是廠房內，主變壓器與控制設備區域發生爆炸，而詳細爆炸原因尚在調查。時任行政院經濟部部長江丙坤也在同日下午前往受傷者所在的醫院進行傷者慰問。
同年11月1日，台電公司事故調查小組首度進入到發生爆炸意外的地下廠房中展開正式調查。
而台電新天輪工程處方面，也重新開始復建工程，委託新天輪發電承包商，日本三菱重工業及威偉公司的清理及拆除爆破處協助清理災後的廠房，並重新施工。原定於1993年完工商轉發電的新天輪發電廠，經過此次爆炸意外後，直到1996年4月30日才重新完工商轉發電，台電公司也在此意外事件中共損失新臺幣5億元。

## 罹難者
- 本爆炸事件共計6位罹難者。

| 姓名   | 性別 | 年齡 | 傷亡狀況   | 備註                 |
| ------ | ---- | ---- | ---------- | -------------------- |
| 褚金松 | 男性 |      | 到院前死亡 | 新天輪工程處副處長   |
| 丁世凱 | 男性 |      | 到院前死亡 | 天輪發電廠廠長       |
| 廖昌乾 | 男性 |      | 到院前死亡 | 包商人員             |
| 李進勝 | 男性 |      | 到院前死亡 | 中興工程顧問公司人員 |
| 王志玄 | 男性 |      | 到院前死亡 | 台電施工人員         |
| 劉峻宏 | 男性 |      | 到院前死亡 | 健群工程公司人員     |

## 事件調查
事件發生後，台中地檢署檢察官於事發後隔日前往爆炸發生的新天輪發電廠展開調查，經過6個月調查，得出的結論是，台電公司委託日本三菱重工業承攬此項工程時，三菱重工業的水力發電設備工程師岡崎勝廣就其所負責設計保護激磁變壓器的負載斷路器（LBS），未符合當初台電與三菱所簽訂契約設計規範中的要求。三菱的駐廠測試工程師黑岩重美，也未及時採取臨時接通50BF控制回路的應急必要措施。而台電公司新天輪工程處竣工試運轉小組 - 變更組負責人連謝增，未確實將43R@L開關切換至遙控R位置。再加上三菱企業向下發包的保昌公司工程人員蕭慶信未依鋪設電纜作業的作業程序正確配置電纜，誤接電纜而導致三相短路，引起電氣爆炸，這一系列的人為失誤是導致災害發生的主因。

## 審理
1994年4月27日，台中地檢署宣布偵結台電新天輪爆炸案，其中，台電公司及承包商日本三菱重工業共有員工五人依照業務過失致死罪被提起公訴。經過1年多審理，並將相關案件資料送交至美國協助判讀後，台中地方法院於1995年10月5日判決，包括3名日本籍工程師與台電公司工程師在內的4人分別被判處2年有期徒刑，保昌公司工程師蕭慶信遭判處3年有期徒刑。

## 資料來源
1. 1 2 3 4  . 中央社. 2013-10-28  [2016-02-15]. （原始内容存档于2015-10-29） （中文（臺灣））.
2. 1 2  幽一丘.  (PDF). 余紀忠文教基金會.   [2016-02-15]. （原始内容存档 (PDF)于2016-04-07） （中文（臺灣））.
3. 1 2 3  鄭金龍. . WordPress. 2016-01-15  [2016-02-15]. （原始内容存档于2019-02-14） （中文（臺灣））.
4. ↑  . 台灣電力公司　大甲溪發電廠.   [2016-02-15]. （原始内容存档于2016-01-19） （中文（臺灣））.
5. ↑  . 臺灣資料 DataTaiwan.   [2016-02-15]. （原始内容存档于2019-08-21） （中文（臺灣））.
6. ↑  林宏宜、史京治. . 中華電視股份有限公司. 1993-10-28  [2017-02-12]. （原始内容存档于2019-01-25） （中文（臺灣））.
7. 1 2 3  . 臺灣電視公司. 1993-10-29  [2016-02-15]. （原始内容存档于2017-02-13） （中文（臺灣））.
8. ↑  . 臺灣電視公司. 1993-10-28  [2016-02-15]. （原始内容存档于2017-02-13） （中文（臺灣））.
9. 1 2  . 臺灣電視公司. 1993-10-29  [2016-02-15]. （原始内容存档于2019-01-27） （中文（臺灣））.
10. ↑  . 臺灣電視公司. 1993-11-01  [2016-02-15]. （原始内容存档于2019-02-14） （中文（臺灣））.
11. ↑  . 百度文庫. 2010-08-27  [2016-02-15] （中文（臺灣））.
12. ↑  . 臺灣電視公司. 1994-04-27  [2016-02-15]. （原始内容存档于2017-07-04） （中文（臺灣））.
13. 1 2 3  . Judicial. 1998-08-21  [2016-02-15]. （原始内容存档于2016-02-25） （中文（臺灣））.
14. ↑  . 國家圖書館. 1994-04-27  [2016-02-15]. （原始内容存档于2019-01-11） （中文（臺灣））.
15. ↑  . 臺灣電視公司. 1995-10-05  [2016-02-15]. （原始内容存档于2019-01-27） （中文（臺灣））.